# Najwyższe dopuszczalne stężenie
Najwyższe dopuszczalne stężenie (NDS) – wartość średnia ważona stężenia, którego oddziaływanie na pracownika w ciągu 8-godzinnego dobowego i przeciętnego tygodniowego wymiaru czasu pracy określonego w ustawie z dnia 26 czerwca 1974 roku - Kodeks pracy, przez jego okres aktywności zawodowej nie powinno spowodować ujemnych zmian w jego stanie zdrowia, oraz w stanie zdrowia jego przyszłych pokoleń. Definicja znajduje się w  Rozporządzeniu Ministra Rodziny, Pracy i Polityki Społecznej z dnia 12 czerwca 2018 roku w sprawie najwyższych dopuszczalnych stężeń i natężeń czynników szkodliwych dla zdrowia w środowisku pracy.
Poziomy dopuszczalne dla substancji chemicznych i pyłów określone zostały w załączniku nr 1 do powyższego rozporządzenia. Poziomy te służą między innymi do określania czasu pracy i narażenia pracownika na czynniki szkodliwe.